# (8075) Roero
(8075) Roero ist ein Asteroid des äußeren Hauptgürtels, der am 14. August 1985 vom US-amerikanischen Astronomen Edward L. G. Bowell an der Anderson Mesa Station (IAU-Code 688) des Lowell-Observatoriums in Anderson Mesa im Coconino County in Arizona entdeckt wurde.
Der Asteroid wurde am 23. Mai 2000 nach dem Roero, einer italienischen Landschaft im Piemont südlich von Turin, benannt, die für den gleichnamigen Wein bekannt ist.